# Зенон от Каунос
Зенон от Каунос (на старогръцки: Ζήνων, * пр. 270 пр.н.е., + сл. 243 пр.н.е.) е древен грък, роден в Каунос, Кария, Мала Азия (днес Далян, Турция)
).
Той е син на Агреофон и успешен собственик на имение и търговец на едро. През 260 пр.н.е. той постъпва на служба при Аполоний, финансов министър (διοικητής, dioiket) на Птолемей II и Птолемей III, и изпълнява негови поръчения в Мала Азия, Коилесирия и Палестина. През 258 пр.н.е. става частен секретар на Аполоний във Фаюмския ном на Древен Египет.
От 246 пр.н.е. Зенон живее самостоятелно във Филаделфия. Води обширна служебна и частна кореспонденция (2000 писма, папируси на гръцки и демотическа писменост), която е особено ценна за разбирането на ранно-птолемейския Египет. Тази кореспонденция е намерена случайно през 1914 – 1915 г., разчетена от английски египтолози и днес е известна под името „Архив на Зенон“. Днес архивът е разделен между няколко институции: университета на Мичиган, Колумбийския университет, италианската Società Italiana per la Ricerca dei Papiri Greci e Latini in Egitto, Британския музей в Лондон и Египетския музей в Кайро .